# Popillia oviformis
Popillia oviformis är en skalbaggsart som beskrevs av Lin 1988. Popillia oviformis ingår i släktet Popillia och familjen Rutelidae. Inga underarter finns listade i Catalogue of Life.